# Sabine de Bethune
Barones Sabine Louise Caroline M. de Bethune (Leopoldstad (het huidige Kinshasa), 16 juli 1958) is een Belgisch politica voor de CD&V.

## Levensloop
Sabine de Bethune komt uit de adellijke familie de Bethune. Haar vader, Emmanuel de Bethune, was burgemeester van Marke en Kortrijk. Jean-Baptiste de Bethune (1821-1894), architect en belangrijkste vertegenwoordiger van de neogotiek in België, is haar betovergrootvader. Haar moeder was een dochter van Karel van Cauwelaert de Wyels (1905-1987), voormalig senator voor de CVP en hoofdredacteur van het dagblad Het Volk.
Na haar middelbare studies aan de Abdijschool van Zevenkerken studeerde de Bethune van 1976 tot 1983 rechten aan de Katholieke Universiteit Leuven. Na het behalen van haar licentiaatsdiploma werkte zij van 1983 tot 1988 als advocate aan de balie van Kortrijk. 
Tijdens haar hogere studies sloot ze zich aan bij de CVP-Jongeren en in de jaren 1980 was zij arrondissementeel voorzitster van de CVP-vrouwen. Van 1986 tot 1988 was de Bethune beleidsmedewerker op het kabinet van Vlaams minister Paul Deprez en daarna oefende zij van 1988 tot 1995 dezelfde functie uit op het kabinet van Miet Smet, eerst staatssecretaris voor Leefmilieu en Maatschappelijke Emancipatie en vanaf 1992 minister van Arbeid en Gelijke Kansen. Ook was ze van 1989 tot 2003 voorzitster van Vrouw & Maatschappij, een werkgroep binnen de CVP en vervolgens de CD&V, en van 1992 tot 1996 coördinatrice van het Europese expertennetwerk Vrouwen en Besluitvorming voor de Europese Commissie. Daarnaast zetelde zij van 1993 tot 1996 in de raad van bestuur van het Centrum voor gelijkheid van kansen en racismebestrijding.
Ze was voor het eerst kandidate voor een politieke functie bij de Europese verkiezingen in juni 1994, waarbij ze als opvolgster op de lijst stond. In mei 1995 raakte ze voor het eerst verkozen voor de Senaat en in juni 1999 en mei 2003 werd ze herkozen. Ook in juni 2007 verwierf ze weer een Senaatszetel, maar nu als eerste opvolgster, omdat de hoger geplaatste Frieda Brepoels aan haar mandaat verzaakte. In juni 2010 werd ze opnieuw rechtstreeks verkozen. In de Senaat nam ze initiatieven rond vrouwen- en kinderrechten, personen met een handicap, mensenrechten en ontwikkelingssamenwerking. De Bethune was tevens hoofdrapporteur van informatierapporten over kunstroof en vrouwenrechten en zwengelde het debat aan over het opnemen van dierenrechten in de Belgische grondwet. Ook de relaties met Afrika en duurzame ontwikkeling konden op haar belangstelling rekenen.
In de Senaat zetelde de Bethune van 1995 tot 2003 in de commissie Binnenlandse Aangelegenheden, van 1995 tot 2001 en van 2008 tot 2014 in de commissie Justitie en van 2001 tot 2014 in de commissie Buitenlandse Betrekkingen en Landsverdediging. Van 1996 tot 1999 was ze tevens voorzitster en van 1999 tot 2003 ondervoorzitter van het adviescomité voor gelijke kansen voor mannen en vrouwen. Van 1999 tot 2003 was Bethune de eerste vrouwelijke ondervoorzitter van de Belgische Senaat. Op 19 juni 2003 werd ze verkozen tot voorzitster van de CD&V-Senaatsfractie. Op 10 oktober 2011 volgde ze Danny Pieters op als voorzitter van de Senaat.
Bij de Vlaamse verkiezingen van 25 mei 2014 was ze lijstduwer in de kieskring West-Vlaanderen. Ze werd verkozen met 19.775 voorkeurstemmen in het Vlaams Parlement. Zo kwam ze ook opnieuw in de Senaat terecht als deelstaatsenator. Ze werd er opnieuw tot voorzitter gekozen, wat ze bleef tot aan het einde van de regeringsvorming en de verdeling van de mandaten in oktober 2014. In januari 2019 werd ze opnieuw CD&V-fractievoorzitster in de Senaat.
In het Vlaams Parlement zetelde de Bethune van 2014 tot 2019 in de commissies Buitenlands Beleid, Europese Aangelegenheden, Internationale Samenwerking, Toerisme en Onroerend Erfgoed en Cultuur, Jeugd, Sport en Media. Ze ging er zich voornamelijk bezighouden met erfgoed en cultuurbehoud en was mede-indiener van decretale maatregelen over erfgoed, monumentenzorg, archeologie, duurzame ontwikkeling, mensenrechten en ontwikkelingssamenwerking.
Bij de federale verkiezingen van mei 2019 voerde de Bethune de CD&V-lijst voor de Kamer van volksvertegenwoordigers in de kieskring Brussel-Hoofdstad aan. Ze raakte niet verkozen. Vervolgens werd ze door haar partij aangeduid als gecoöpteerd senator. De Bethune bleef gecoöpteerd senator en voorzitter van de Senaatsfractie van CD&V tot eind juni 2021, toen ze ontslag nam vanwege haar benoeming tot rechter in het Grondwettelijk Hof.

## Grondwettelijk Hof
In april 2021 werd de Bethune samen met Vlaams Parlementslid Joke Schauvliege door haar partij voorgedragen als kandidaat-rechter bij het Grondwettelijk Hof, dat voor de helft uit oud-parlementsleden bestaat. Bij zulke benoemingen is het de gewoonte dat de politieke partij die aan de beurt is om een rechter aan te wijzen, een volwaardige kandidaat en een schijnkandidaat naar voren schuift. CD&V gaf echter aan dat zowel de Bethune als Schauvliege gelijkwaardige kandidaten waren. Omdat het ernaar uitzag dat geen van de kandidaten bij stemming in de Senaat de benodigde tweederdemeerderheid zou halen, waardoor de stemming zou moeten worden overgedaan, vroegen de andere partijen aan CD&V-voorzitter Joachim Coens om één volwaardige kandidaat naar voren te schuiven. In onderling overleg werd besloten om de Bethune naar het Grondwettelijk Hof te sturen. Nadat ze bij de stemming in de Senaat de benodigde tweederdemeerderheid had behaald, werd de Bethune op 22 juni 2021 formeel benoemd tot rechter in het Grondwettelijk Hof.

## Trivia
- Ze is sinds 21 mei 2014 Grootofficier in de Leopoldsorde.
- Tijdens haar voorzitterschap legde prins Filip in de Verenigde Kamers de eed af als zevende koning der Belgen.